# 伊拉瓦

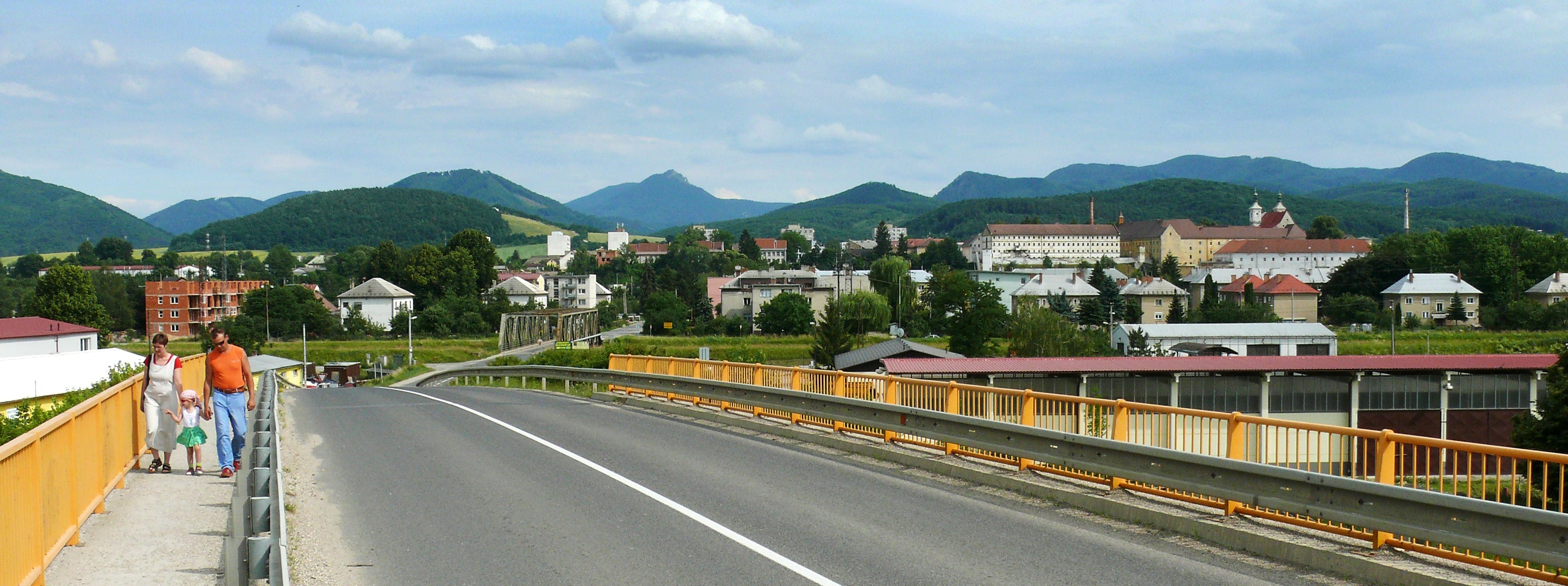

伊拉瓦是斯洛伐克的城鎮，位於該國西北部，由特倫欽州負責管轄，面積24.3平方公里，海拔高度255米，2005年人口5,414，其中八成居民信奉羅馬天主教。